# Чернодринский, Войдан
Войдан Попгеоргиев — Чернодринский (болг. Войдан Попгеоргиев Чернодрински; макед. Војдан Поп Георгиев - Чернодрински), 15 января 1875, Селци, Османская империя (нынешняя Северная Македония) — 8 января 1951, София, Болгария), урождённый Войдан Попгеоргиев Георгиев), — болгарский драматург и театральный режиссёр из региона Македония. Его псевдоним происходит от Чёрного Дрина, реки, протекающей неподалёку от его родной деревни. Ныне Чернодринский считается этническим македонским писателем в Северной Македонии и фигурой, заложившей основы македонского театра и драматического искусства.

## Биография
Попгеоргиев родился в 1875 году в деревне Селци, на территории современной общины Струга в Северной Македонии. Сначала он учился в Охриде, затем в Солунской болгарской мужской гимназии в Салониках, но в 1890 году вместе с семьёй переехал в Болгарию, где окончил Первую мужскую гимназию в Софии. Здесь он стал членом Молодой македонской литературной ассоциации. Впоследствии Чернодринский изучал право в Австрии и Швейцарии, но не получил диплома и вернулся в Османскую Македонию, где работал учителем болгарского. 
Затем он вернулся в Болгарию и стал руководителем гастролирующей труппы «Горе и утешение» (болг. Скръб и утеха), основанной в 1901 году и переименованной в 1902 году в «Македонский столичный театр» (болг. Столичен македонски театър). В Софии он написал самое известное из своих произведений — пьесу «Македонская кровавая свадьба». Позже Чернодринский переработал её, приспособив её сюжет и написав либретто для знаменитой оперы «Цвета» композитора Георги Атанасова. 
После Младотурецкой революции 1908 года Попгеоргиев вместе со своей бродячей труппой вернулся в Османскую Македонию. Он был приглашен туда Союзом болгарских конституционных клубов при поддержке Пейо Яворова и при содействии Болгарского национального театра. Во время Балканских войн он был мобилизован в болгарскую армию. Во время Первой мировой войны Чернодринский служил болгарским офицером и создал цикл «Солдатские песни». 
После войны он продолжил свою театральную деятельность в Болгарии. К концу 1922 года он создал новый драматический театр под названием «Илинден». В середине 30-х годов Александр Шуменов, владелец первого болгарского книжного магазина в Гранит-Сити (США), опубликовал часть работ Чернодринского. Тексты не были переведены на английский язык, но его произведения и пьесы стали популярными среди македонско-болгарской эмиграции. В это время Чернодринский симпатизировал лидеру ВМРО Ванче Михайлову. Во время Второй мировой войны (1941—1944), когда Македония была присоединена к Болгарии, труппа Войдана организовывала на её территории спектакли.
Чернодринский умер в Софии в 1951 году, а позже на его доме была установлена памятная доска. После его смерти в СР Македонии была опубликована драма «Македонская кровавая свадьба», но в текст были внесены некоторые небольшие исправления, так слова «болгары» были удалены или заменены на «христиане».

## Работы
Помимо «Македонской кровавой свадьбы», опубликованной в 1900 году, Чернодринский создал ещё целый ряд пьес и других литературных произведений, среди них:
- Лесорубы (Дърварите) (1895)
- В таверне (В механата) (1895)
- Македонская эмиграция (Македонска емиграция) (1897)
- От головы мы страдаем (От главата си патиме) (1902)
- Раб и господин (Робът и агата) (1902)
- Зло за зло (Зло за зло) (1903)
- Мастера (Майстори) (1903)
- Дух свободы (Духът на свободата) (1909)
- На реке (На реката) (1921)
- Новый год (На Нова година) (1921)
- Царь Пир (Царъ Пиръ) (1921)
- Бури Вардара (Бурите на Вардар) (1925)
- Цвет воеводки (Цвета войводката) (1929)
- Слав Драгота (Слав Драгота) (1930)

В 1960-е годы в коммунистической Югославии по его произведению «Македонская кровавая свадьба» был снят одноимённый художественный фильм.